# جزیره دیه‌گو گارسیا
دیه‌گو گارسیا (انگلیسی: Diego Garcia) بزرگ‌ترین جزیره در مجمع‌الجزایر چاگوس است که بخشی از قلمرو اقیانوس هند بریتانیا (BIOT) محسوب می‌شود. دولت بریتانیا مردم چاگوس را مجبور به ترک این منطقه کرد و از دهه ۱۹۷۰ این جزیره به‌عنوان پایگاه مشترک نظامی بریتانیا و ایالات متحده مورد استفاده قرار گرفته است. جزایر چاگوس به‌عنوان سرزمین‌های فرادریایی بریتانیا شناخته می‌شوند، اما در اوایل اکتبر ۲۰۲۴، بریتانیا مذاکراتی با موریس آغاز کرد تا حاکمیت این جزایر به موریس منتقل شود. با این حال، قرار است پایگاه نظامی به مدت ۹۹ سال تحت اجاره باقی بماند، که این موضوع منوط به تصویب پیمان خواهد بود.
این جزیره در جنوب خط استوا و در مرکز اقیانوس هند قرار دارد. دیه‌گو گارسیا در سال ۱۵۱۲ توسط ملوانان پرتغالی کشف شد و تا اواخر قرن هجدهم بدون سکنه باقی ماند، تا اینکه فرانسوی‌ها از آن به‌عنوان محل نگهداری جذامیان و نیز کشت نارگیل استفاده کردند. پس از جنگ‌های ناپلئونی، مالکیت جزیره به بریتانیا داده شد و تا سال ۱۹۶۵ بخشی از موریس بود. سپس این جزیره بخشی از قلمرو جدیداً تشکیل‌شده اقیانوس هند بریتانیا (BIOT) شد.
در سال ۱۹۶۶، جزیره دیه‌گو گارسیا دارای ۹۲۴ نفر جمعیت بود که عمدتاً کارگران قراردادی مشغول به کار در مزارع نارگیل بودند. اما بین سال‌های ۱۹۶۸ تا ۱۹۷۳، ساکنان چاگوسی به‌طور اجباری از این منطقه خارج شدند تا فضایی برای ساخت پایگاه نظامی فراهم شود. در سال ۲۰۱۹، دیوان بین‌المللی دادگستری اعلام کرد که اداره جزایر چاگوس به‌وسیلهٔ بریتانیا غیرقانونی است. سازمان ملل متحد از این تصمیم حمایت کرد، ولی بریتانیا این حکم را غیر الزام‌آور دانسته و نپذیرفته است.
جزیره دیه‌گو گارسیا تنها جزیره مسکونی قلمرو اقیانوس هند بریتانیا (BIOT) است و جمعیت آن از پرسنل نظامی و پیمانکاران تشکیل شده است. این جزیره یکی از دو پایگاه اصلی بمب‌افکن ایالات متحده در منطقه هند-آرام محسوب می‌شود؛ پایگاه دیگر، پایگاه نیروی هوایی اندرسن در گوآم است. نیروی دریایی ایالات متحده، به دلیل شکل ظاهری و موقعیت استراتژیک این جزیره در اقیانوس هند، آن را «ردپای آزادی» نام‌گذاری کرده است.

## رد مالکیت بریتانیا
به نقل از گاردین، دیوان بین‌المللی دادگستری (دادگاه لاهه، ICJ) در سال ۲۰۱۹ ادعای حاکمیت انگلیس بر جزیره «چاگوس» (Chagos) واقع در اقیانوس هند را غیرقانونی اعلام کرد. «عبدالقوی احمدیوسف» (Abdulqawi Ahmed Yusuf) رئیس دیوان بین‌المللی دادگستری گفت: جداسازی جزیره «چاگوس» (Chagos) در سال ۱۹۶۵ بر اساس اعلام آزادانه و واقعی مردم آن نبوده است. رئیس دیوان بین‌المللی دادگستری در ادامه افزود: بر این اساس، انگلستان باید حاکمیت این جزیره را هرچه زودتر رها کند.

## اهمیت استراتژیک
اهمیت این جزیره برای بریتانیا، از قرن نوزدهم به اینسو و از سال ۱۹۵۰ برای ایالات متحدهٔ آمریکا، به خاطر موقعیت جغرافیایی مجمع الجزایر چاگوس گارسیا است.

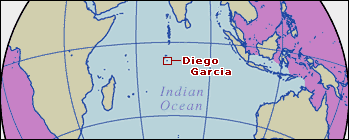
مکان حدودی جزیره دیه‌گو گارسیا در اقیانوس هند

- در فاصلهٔ ۲۰۰۰ کیلومتری هند، ۳۵۰۰ کیلومتری آفریقا و شرق اندونزی، ۴۵۰۰ کیلومتری خلیج فارس و ۵۰۰۰ کیلومتری استرالیای غربی واقع شده است.
- در قرن نوزدهم با بازگشایی کانال سوئز، این جزیره به‌عنوان محل سوختگیری زغال‌سنگ مورد استفادهٔ کشتی‌هایی بود که از اروپا عازم استرالیا می‌شدند.
- برای آمریکا این جزیره به علت نزدیکی آن به ذخائر نفتی در خلیج فارس، از اهمیت خاصی برخوردار است. علاوه براین نفتکش‌ها جهت عبور از دماغه امید نیک از کنار این جزایر عبور می‌کنند.

## استفاده‌های نظامی آمریکا
در دوران جنگ سرد پس از خروج بریتانیا از شرق سوئز، ایالات متحده علاقه‌مند بود که یک پایگاه نظامی در اقیانوس هند برای کاهش نفوذ شوروی در منطقه و حفاظت از خطوط دریایی حمل و نقل نفت خاورمیانه ایجاد کند. این جزیره همانند یک «ناو هواپیمابر غرق ناشدنی» برای ایالات متحده در طول انقلاب ایران، حمله عراق به کویت و جنگ اول و دوم خلیج فارس نقش ایفا کرد. ایستگاه جهانی HF نیروی هوایی آمریکا که فرستنده فرکانس بالا است در این جزیره قرار دارد و از راه دور توسط پایگاه شکاری اندروز در مریلند آمریکا کنترل می‌شود، همچنین نیروی دریایی آمریکا یک ایستگاه مخابرات از راه دور در دیگو گارسیا دارد. این ایستگاه بستر ارتباطات رادیویی و خدمات شبکه ای محلی را برای نیروهای مستقر در محدوده تحت عملیات فراهم می‌کند. یک گیرنده ماهواره‌ای سیستم اکتساب داده هیدروآکوستیک که زیر نظر مرکز برنامه‌های کاربردی نیروی هوایی فعالیت می‌کند و با ایستگاه HF نیروی هوایی ایالات متحده همکاری دارد نیز در این جزیره مستقر است.
در فروردین ۱۴۰۴، در پی تشدید حملات ایالات متحده علیه حوثی‌ها در یمن و افزایش هشدارهای دونالد ترامپ علیه ایران و حمایت آن از حوثی‌ها، که در آن ایران را به انجام حمله نظامی تهدید کرده است، تهدیدی که همچنین در واکنش به پیشرفت‌های اخیر در برنامه هسته‌ای ایران مطرح شده، ایالات متحده تعدادی از بمب‌افکن‌های نورثروپ گرومن بی-۲ اسپیریت را به جزیره دیه‌گو گارسیا منتقل کرد. ایران تهدید کرد که در صورت حمله آمریکا به ایران، این کشور جزیره دیه‌گو گارسیا را بمباران خواهد کرد.